# Crouzeliidae
Los crouzélidos (Crouzeliidae) es una familia extinta    de primates catarrinos que vivió durante el Mioceno en Europa y Asia entre hace aproximadamente 14,5 y 8 millones de años. Ginsburg y Mein en 1980 describieron la subfamilia Crouzeliinae basada en el género tipo Crouzelia, el cual se consideró sinónimo de Plesiopliopithecus por Andrews et
al. en 1996; Begun (2002) la considera una familia aparte a causa de las numerosas diferencias con Pliopithecidae.
La familia está integrada por tres géneros, dos de los cuales Plesiopliopithecus y Anapithecus, se distribuyeron en Europa con hallazgos desde Francia hasta Hungría y la tercera y más reciente, Laccopithecus, se encontró en China. Eran primates de tamaño mediano, el género de mayor tamaño era Anapithecus que probablemente alcanzaba un peso de 15 kg.

## Clasificación
- Orden Primates Linnaeus, 1758
  - Infraorden Catarrhini E´. Geoffroy Saint-Hilaire, 1812
    - Superfamilia Pliopithecoidea Zapfe, 1960
      - Familia Crouzeliidae[1]
        - Subfamilia Crouzeliinae Ginsburg & Mein, 1980
          - Género Plesiopliopithecus Zapfe, 1961
            - Plesiopliopithecus lockeri Zapfe, 1961
            - Plesiopliopithecus auscitanensis Bergounioux & Crouzel, 1965
            - Plesiopliopithecus rhodanica Ginsburg & Mein, 1980
            - Plesiopliopithecus priensis Welcomme et al., 1991

          - Género Anapithecus Kretzoi, 1975
            - Anapithecus hernyaki Kretzoi, 1975

          - Género Laccopithecus Wu & Pan, 1984
            - Laccopithecus robustus Wu & Pan, 1984